# Pronume nehotărât
În gramatica tradițională, pronumele nehotărât sau nedefinit este o clasă de cuvinte eterogenă, a cărei definire s-a încercat în diverse feluri.
Una din încercări este de a o defini prin enumerarea cuvintelor care fac parte din ea: altul, fiecare, oricine etc. Alta este prin a spune ce fel de pronume nu sunt aceste cuvinte: nici personale, nici posesive, nici demonstrative, nici relative, nici interogative. Pronumele nehotărât se mai definește și ca un „pronume care înlocuiește un substantiv dând indicații foarte vagi asupra obiectului denumit de acesta”.
Problema o constituie cuvintele care nu sunt acoperite de definițiile existente. De exemplu, de fapt unele nu sunt nedefinite, bunăoară fr  tout „totul”, chacun „fiecare”, en  everyone „fiecare” sunt definite de context. Altele nu pot fi excluse din alte clase de cuvinte, de exemplu pronumele fr  on este considerat nehotărât, dar funcțional este un pronume personal: On ne sait jamais „Nu se știe niciodată”. De asemenea, este discutabil dacă cele care exprimă o cantitate nedefinită sunt pronume sau numerale nehotărâte, de exemplu en  all „tot, toată, toți, toate”, several „mai mulți/multe”. Pe de altă parte, unele dintre cuvintele considerate pronume nehotărâte nu înlocuiesc un substantiv conform definiției pronumelui, de exemplu fr  Quelque chose est arrivé „S-a întâmplat ceva”.
În unele gramatici, unele categorii de cuvinte sunt tratate ca subclase ale pronumelui nehotărât, în altele ca clase de pronume aparte. În gramatici ale limbii române se consideră o clasă aparte cea a pronumelor negative. În gramatici ale limbii franceze însă, acestea sunt incluse printre cele nehotărâte, la fel ca și în gramatici ale diasistemului slav de centru-sud și ale limbii maghiare. În gramatici ale acestei limbi intră în aceeași clasă pronumele nehotărâte și cele numite generale (ex. valamennyi „toți, toate”), fără ca acestea din urmă să fie considerate o subclasă a primelor.
În mai multe limbi există un sistem asemănător de formare a unor pronume nehotărâte din pronume interogative combinate cu anumite elemente de compunere specifice:
| Română  | Franceză         | Engleză   | Sârbă                                               | Maghiară              |
| ------- | ---------------- | --------- | --------------------------------------------------- | --------------------- |
| oricine | n’importe qui    | whoever   | bilo ko, ko bilo, ko god, ma ko, makar ko           | akárki, bárki         |
| orice   | n’importe quoi   | whatever  | bilo šta, što bilo, što god, ma šta, makar šta      | akármi, bármi         |
| oricare | n’importe lequel | whichever | bilo koji, koji bilo, koji god, ma koji, makar koji | akármelyik, bármelyik |

Împreună cu pronumele nehotărâte sunt tratate și adjectivele pronominale nehotărâte, folosite ca atribut al substantivului, care pot coincide sau nu ca formă cu pronumele.

## Pronumele nehotărât în limba română
În română există foarte multe pronume nehotărâte, cu diverse specializări în privința felului de substantiv la care se pot referi: unele se referă numai la persoane (de exemplu cineva), altele numai la lucruri (ceva). Pronumele nehotărâte se diferențiază și semantic, având sensuri specifice. Astfel, pronumele cineva, oricine și altcineva sunt diferite ca sens, deși toate se referă la o persoană.

### Clasificare
Din punctul de vedere al formei, în limba română, pronumele nehotărâte pot fi:
- simple, adică neanalizabile în limba actuală: altul, atât(a), cutare, unul;
- compuse:
  - dintr-un pronume interogativ-relativ și diverse elemente:
    - cu fie-: fiecare;
    - cu ori-: oricare, oricine, orice, oricât;
    - cu -va: careva, cineva, ceva, câtva;

  - dintr-un pronume nehotărât simplu și vre-: vreunul;
  - din adjectivul nehotărât alt și un pronume nehotărât compus: altcineva, altceva.

Din punctul de vedere al folosirii ca pronume și/sau ca adjectiv pronominal, avem:
- pronume fără adjectiv corespunzător: careva, cineva, altceva, altcineva, oricine;
- pronume și adjective în aceeași formă la nominativ-acuzativ: atât(a), ceva, câtva, cutare, fiecare, oricare, orice, oricât;
- adjective fără pronume corespunzător: niște, oarecare;
- pronume și adjective cu forme diferite, dar corespunzătoare unul altuia: altul pron. – alt adj., unul pron. – un adj., vreunul pron. – vreun adj.

Din punctul de vedere al flexiunii, pronumele și adjectivele nehotărâte pot fi:
- variabile – majoritatea pronumelor și adjectivelor nehotărâte: unul, altul, vreunul, atât(a), câtva, cutare, oricare, oricât, fiecare, compusele cu cine etc.;
- invariabile: altceva, careva, ceva, niște, oarecare, orice.

### Funcție sintactică

#### În propoziție
Pronumele nehotărâte pot exprima diverse părți de propoziție, aceleași pe care le poate exprima un substantiv:
- subiect: Vine vreunul cu noi?
- nume predicativ: Problema este alta;
- atribut pronominal: Locul fiecăruia este stabilit;
- complement direct: Recomandați-mi pe cineva;
- complement indirect: Mă gândesc la altcineva;
- complement de agent: Problema asta poate fi rezolvată de oricine;
- complement circumstanțial instrumental: Circul cu orice;
- complement circumstanțial sociativ: Poți să mergi cu oricare dintre noi.

Adjectivele pronominale nehotărâte îndeplinesc totdeauna funcția de atribut adjectival: Fiecare lucru își are rostul său, triunghi oarecare, Asta e altă mâncare de pește.

#### În frază
Majoritatea pronumelor nehotărâte nu pot introduce propoziții subordonate. Acest rol îl pot îndeplini numai cele compuse din ori- + pronume relativ, fiind numite nehotărâte relative. Exemple: Oricine vine e binevenit; Datoria oricui întâlnește un accidentat este să-l ajute; Spune orice vrei!; Dau ajutor oricui are nevoie; Trimit scrisoarea prin oricine este dispus s-o ducă; Orice ar face, este iertat.